# Klugia marginata
Klugia marginata är en tvåvingeart som först beskrevs av Johann Wilhelm Meigen 1824.  Klugia marginata ingår i släktet Klugia och familjen parasitflugor. Arten är reproducerande i Sverige. Inga underarter finns listade i Catalogue of Life.